# Коротич (аеродром)
Аеродром «Коротич» — спортивний аеродром, розташований в Харківській області неподалік селища Новий Коротич.
Аеродром призначений для базування та виконання польотів авіації загального призначення, запуску та випробування авіамоделей, а також виконання парашутних стрибків.

## Розташування
Аеродром «Коротич» розташований у Харківській обл., біля селища Комунар.
Проїзд від ст.м. «Холодна Гора», Київська траса за Коротичем до вказівника «Комунар», поворот праворуч.
Проїзд маршруткою № 502 «Харків-Люботин» — від ст. метро «Холодна Гора» до зуп. «Комунар».

## Базові дані
На аеродромі базується Харківський аероклуб ім. В. С. Гризодубової ТСО України.
Польоти літальних апаратів та стрибки з парашутом на аеродромі здійснюються у світлу частину дня цілорічно, за умови відповідних погодних умов.
Розмір літного поля 1500×2000 м. Покриття — ґрунт.

## Експлуатація
- На аеродромі виконують стрибки з парашутом як новачки в парашутизмі, так і досвідчені спортсмени-парашутисти, що навчаються в аероклубі.
- Покататися на борту літаків (Як-18Т, Як-52, Вис-3, Т-10, Л-29, АН-2) може кожен, поруч із досвідченим пілотом.
- У небі відпрацьовують свої здібності пілоти-спортсмени.
- Відбуваються запуски та випробування авіамоделей.
- Організовуються і проводяться змаги з парашутного[1], гелікоптерного та авіамодельного спорту.

## Повітряні судна
| Пілотажні літаки | Інші типи                 | Гелікоптери |
| ---------------- | ------------------------- | ----------- |
| Л-29, Як-52      | Т-10, Ан-2, Як-18Т, ВИС-3 | Мі-2, Мі-8  |

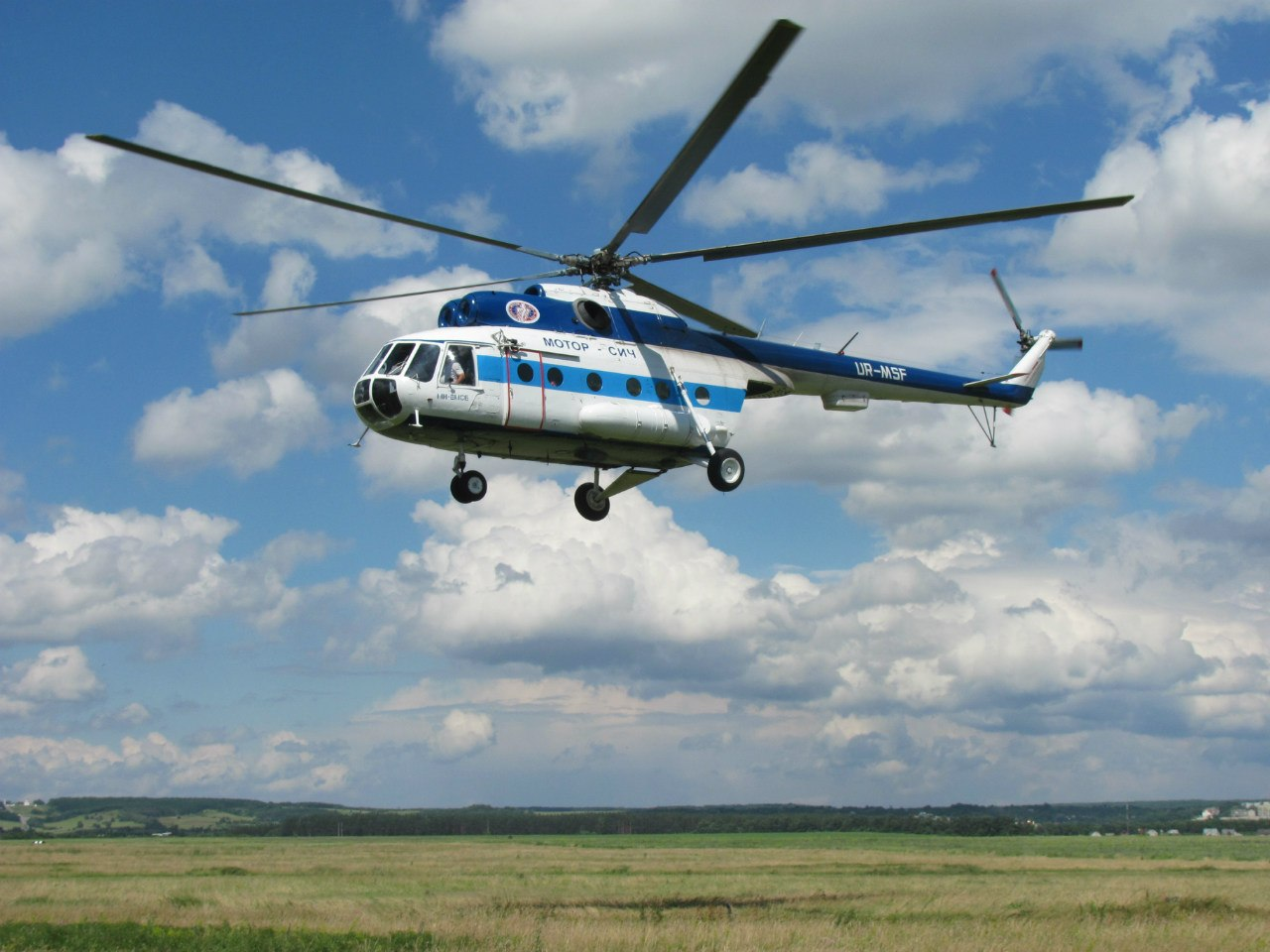
Гелікоптер Мі-8
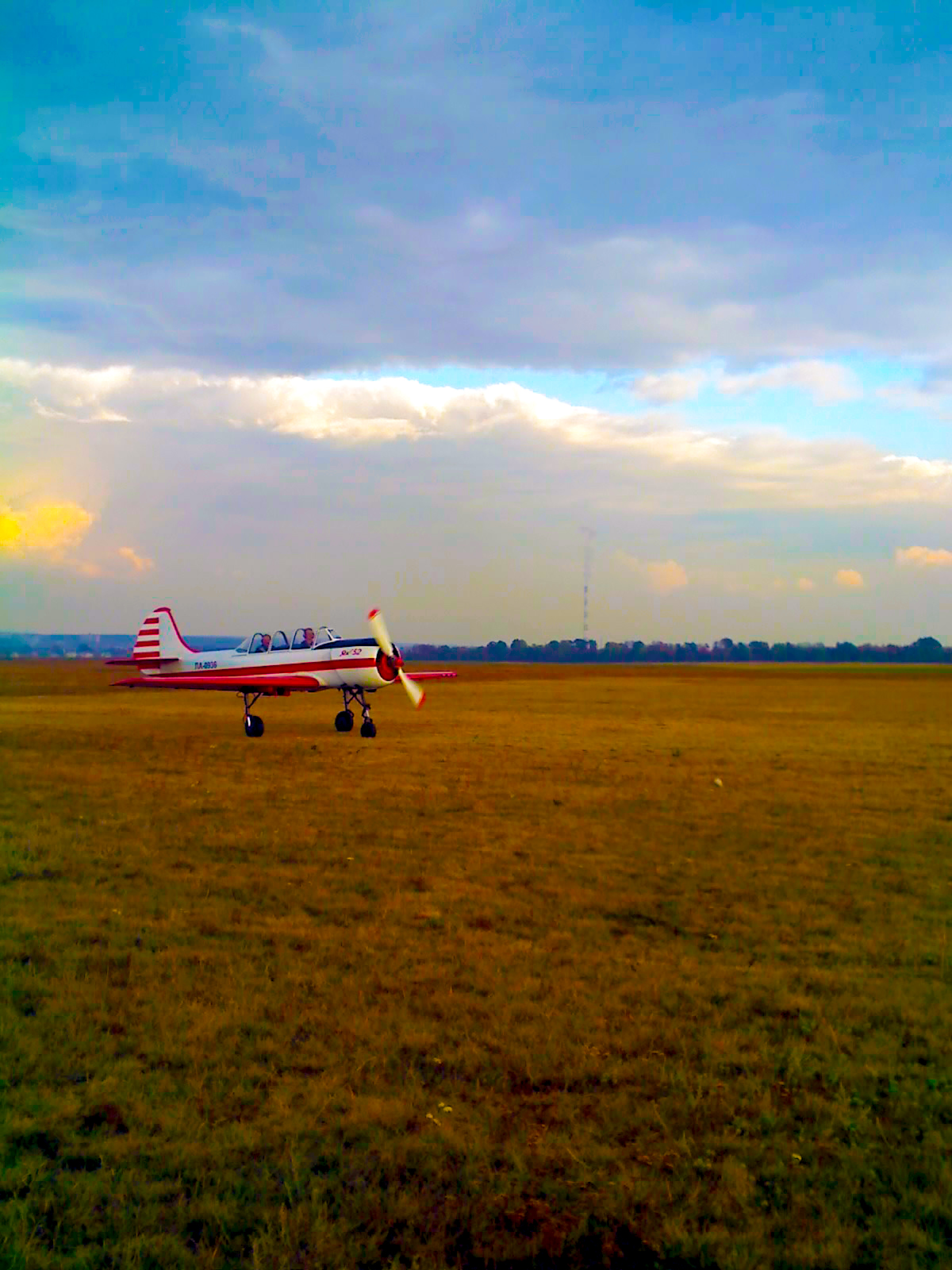
Літак Як-52
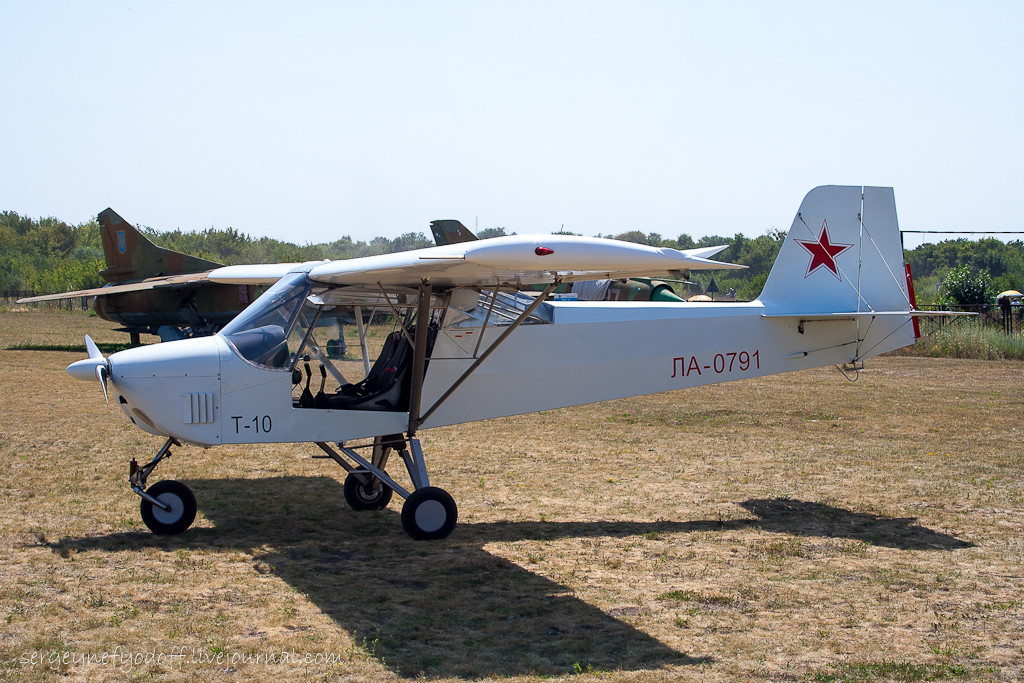
Літак Т-10
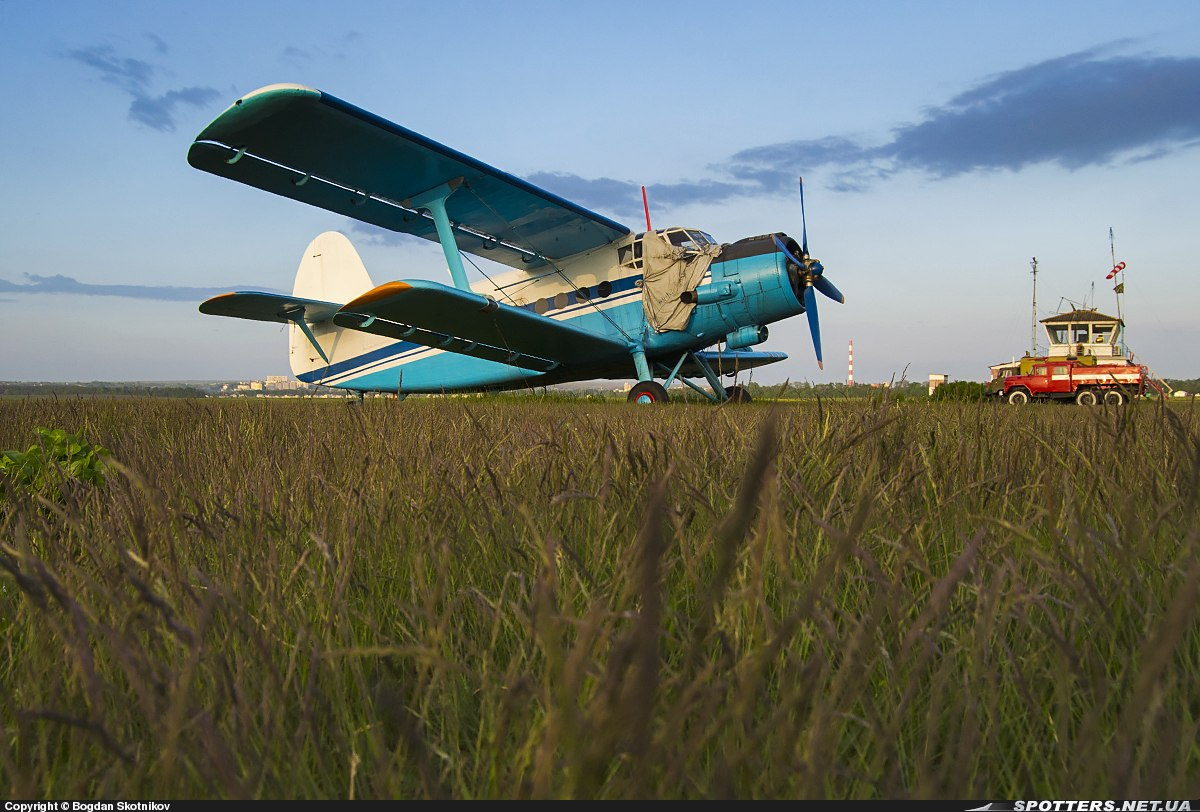
Літак Ан-2
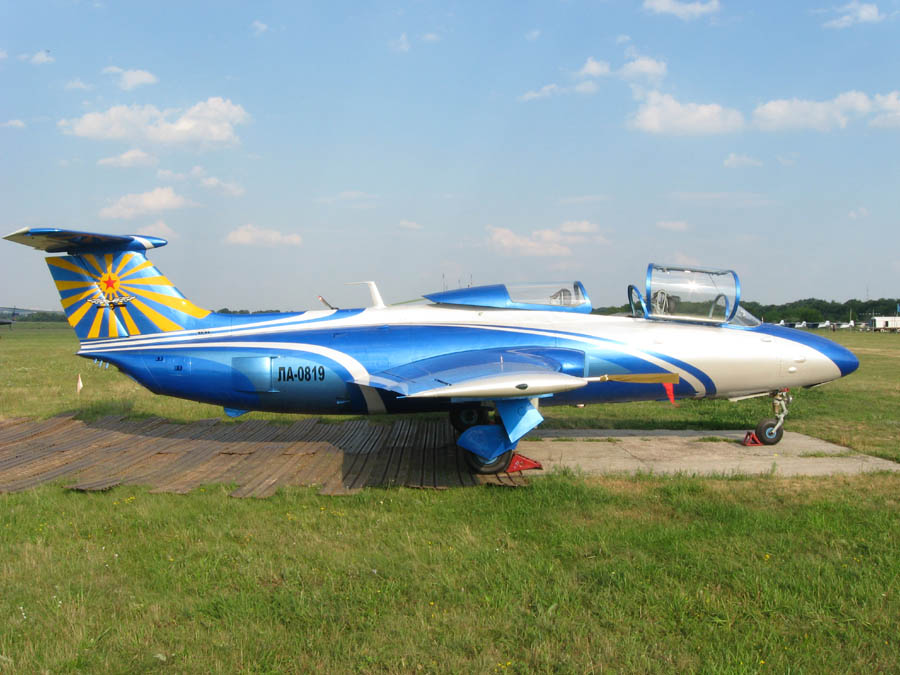
Літак Л-29

## Цікавинки
- На теренах аеродрому «Коротич» розташований авіамузей просто неба. Музейний майданчик вмістив винищувачі МіГ-21, МіГ-23, Су-27, винищувачі-бомбардувальники МіГ-27 і Су-17, літак Ан-2, а також гелікоптер Мі-2. Техніка належить Університету повітряних сил. Вхід вільний для всіх.
- Поруч розташований трек для мотокросу.
- 21 — 22 червня 2014 на аеродромі «Коротич» було встановлено національний рекорд України у класі «Великі формації з перелаштуванням».[2][3].

## Поклики
- Офсайт Харківського аероклубу ім. В. С. Гризодубової ТСО України [Архівовано 5 червня 2022 у Wayback Machine.]
- ХАРКІВСЬКА ОБЛАСНА ФЕДЕРАЦІЯ ПАРАШУТНОГО СПОРТУ [Архівовано 25 березня 2016 у Wayback Machine.]
- В небе над Харьковом поставили новый рекорд  [Архівовано 25 червня 2014 у Wayback Machine.]
- РЕКОРД УКРАИНЫ «Харьковский Калейдоскоп — Назад в будущее» 20-way [Архівовано 8 серпня 2014 у Wayback Machine.]
- ICAO Korotych(англ.)